# 膜层
膜层（英語：stratum membranosum），是指皮下组织的最深层。膜层是否是筋膜仍存有争议，但称膜层的突出区域为筋膜是无异议的，包括腹部的斯卡帕筋膜和会阴的科利斯筋膜。